# Polska na Mistrzostwach Europy w Lekkoatletyce 2012
Polska na Mistrzostwach Europy w Lekkoatletyce 2012 – reprezentacja Polski podczas zawodów liczyła 57 zawodników: 24 kobiety oraz 33 mężczyzn. 
Po raz pierwszy w historii, mistrzostwa Europy w lekkoatletyce odbywały się w tym samym roku, co igrzyska olimpijskie. W związku z faktem, że mistrzostwa w Helsinkach odbywały się miesiąc przez igrzyskami w Londynie, w reprezentacji Polski na mistrzostwa Europy w Helsinkach nie znaleźli się niektórzy lekkoatleci przygotowujący się do startu w Londynie, między innymi broniący tytułów mistrza Europy sprzed dwóch lat z Barcelony Tomasz Majewski, Piotr Małachowski oraz Marcin Lewandowski, aktualny mistrz świata Paweł Wojciechowski, a także Adam Kszczot, Anna Rogowska, Karolina Tymińska, Paweł Fajdek, Żaneta Glanc, Łukasz Michalski, Renata Pliś.

## Występy reprezentantów Polski
Reprezentanci Polski zdobyli łącznie 4 medale: 1 złoty oraz 3 brązowe.

### Mężczyźni

#### Konkurencje biegowe
| Zawodnik | Konkurencja | Eliminacje | Eliminacje | Półfinał | Półfinał | Finał       | Finał |
| Zawodnik | Konkurencja | Rezultat   | Poz.       | Rezultat | Poz.     | Rezultat    | Poz.  |
| --- | ----------- | ---------- | ---------- | -------- | -------- | ----------- | ----- |
| Dariusz Kuć | 100 m       | 10,26      | 5 Q        | 10,38    | 12       | NQ          | NQ    |
| Kamil Kryński                                                                                                  | 200 m       | 20,88      | 12 Q       | 20,93    | 13       | NQ          | NQ    |
| Marcin Marciniszyn                                                                                             | 400 m       | 46,47      | 15 Q       | 45,58    | 6 q      | 46,46       | 7     |
| Piotr Wiaderek                                                                                                 | 400 m       | 46,83      | 21 q       | 46,45    | 11       | NQ          | NQ    |
| Kacper Kozłowski                                                                                               | 400 m       | 46,30      | 11 Q       | 46,54    | 13       | NQ          | NQ    |
| Szymon Krawczyk                                                                                                | 800 m       | DSQ        | DSQ        | NQ       | NQ       | NQ          | NQ    |
| Bartosz Nowicki                                                                                                | 1500 m      | 3:41,82    | 7 q        |          |          | 3:46,69     | 5     |
| Mateusz Demczyszak                                                                                             | 1500 m      | 3:43,97    | 10         | —        | —        | NQ          | NQ    |
| Krzysztof Żebrowski                                                                                            | 1500 m      | 3:48,00    | 23         | —        | —        | NQ          | NQ    |
| Łukasz Parszczyński                                                                                            | 3000 m z p. | 8:35,05    | 11 Q       | —        | —        | 8:38,76     | 6     |
| Krystian Zalewski                                                                                              | 3000 m z p. | 8:37,82    | 15 q       | —        | —        | 8:39,35     | 8     |
| Łukasz Oślizło                                                                                                 | 3000 m z p. | 8:29,46    | 4 Q        | —        | —        | 8:44,51     | 12    |
| Artur Noga | 110 m ppł.  | 13,49      | 3 Q        | 13,43    | 5 Q      | 13,27 (=NR) | 3     |
| Dominik Bochenek                                                                                               | 110 m ppł.  | 14,15      | 30         | NQ       | NQ       | NQ          | NQ    |
| Marek Plawgo                                                                                                   | 400 m ppł.  | 50,96      | 21 q       | 50,77    | 18       | NQ          | NQ    |
| Jakub Adamski Dariusz Kuć Robert Kubaczyk Kamil Kryński                                                        | 4 × 100 m   | DNF        | DNF        | —        | —        | NQ          | NQ    |
| Piotr Wiaderek Jan Ciepiela Marcin Marciniszyn Kacper Kozłowski Kamil Budziejewski (el.) Michał Pietrzak (el.) | 4 × 400 m   | 3:05,69    | 10 q       | —        | —        | 3:02,37     | 6     |

#### Konkurencje techniczne
| Zawodnik              | Konkurencja    | Kwalifikacje | Kwalifikacje | Finał    | Finał | Finał |
| Zawodnik              | Konkurencja    | Rezultat     | Poz.         | Rezultat | Poz.  |       |
| --------------------- | -------------- | ------------ | ------------ | -------- | ----- | ----- |
| Szymon Kiecana        | Skok wzwyż     | 2,23         | 10 q         | 2,24     | =6    |       |
| Przemysław Czerwiński | Skok o tyczce  | NM           | NM           | NQ       | NQ    |       |
| Tomasz Jaszczuk       | Skok w dal     | 7,94         | 10 q         | 7,90     | 8     |       |
| Karol Hoffmann        | Trójskok       | 17,09 (PB)   | 2 Q          | 16,74    | 6     |       |
| Damian Kusiak         | Pchnięcie kulą | DNS          | DNS          | NQ       | NQ    |       |
| Robert Urbanek        | Rzut dyskiem   | 64,07        | 8 q          | 62,99    | 7     |       |
| Przemysław Czajkowski | Rzut dyskiem   | 62,22        | 13           | NQ       | NQ    |       |
| Szymon Ziółkowski     | Rzut młotem    | 73,74        | 9 q          | 76,67    | 3     |       |
| Igor Janik            | Rzut oszczepem | 82,37 (SB)   | 3 q          | 81,21    | 6     |       |
| Paweł Rakoczy         | Rzut oszczepem | 79,02        | 11 q         | 70,93    | 12    |       |
| Bartosz Osewski       | Rzut oszczepem | 75,26        | 17           | NQ       | NQ    |       |

### Kobiety

#### Konkurencje biegowe
| Zawodniczka                                                                       | Konkurencja | Eliminacje | Eliminacje | Półfinał | Półfinał | Finał    | Finał |
| Zawodniczka                                                                       | Konkurencja | Rezultat   | Poz.       | Rezultat | Poz.     | Rezultat | Poz.  |
| --------------------------------------------------------------------------------- | ----------- | ---------- | ---------- | -------- | -------- | -------- | ----- |
| Daria Korczyńska                                                                  | 100 m       | 11,46      | 11 Q       | 11,43    | 10       | NQ       | NQ    |
| Marika Popowicz                                                                   | 200 m       | 23,64      | 19 Q       | 23,58    | 14       | NQ       | NQ    |
| Agata Bednarek                                                                    | 400 m       | 53,22      | 14 q       | DSQ      | DSQ      | NQ       | NQ    |
| Magdalena Gorzkowska                                                              | 400 m       | 53,74      | 20         | NQ       | NQ       | NQ       | NQ    |
| Justyna Święty                                                                    | 400 m       | 53,68      | 19         | NQ       | NQ       | NQ       | NQ    |
| Ewelina Sętowska-Dryk                                                             | 800 m       | 2:04,30    | 13         | —        | —        | NQ       | NQ    |
| Angelika Cichocka                                                                 | 1500 m      | 4:14,59    | 17         | —        | —        | NQ       | NQ    |
| Lidia Chojecka                                                                    | 1500 m      | 4:20,66    | 25         | —        | —        | NQ       | NQ    |
| Matylda Szlęzak                                                                   | 3000 m z p. | 9:56,30    | 16         | —        | —        | NQ       | NQ    |
| Tina Matusińska                                                                   | 400 m ppł.  | 56,33      | 11 Q       | 56,43    | 10       | NQ       | NQ    |
| Marika Popowicz Daria Korczyńska Marta Jeschke Ewelina Ptak                       | 4 × 100 m   | 43,13      | 4 Q        | —        | —        | 43,06    | 3     |
| Agata Bednarek Justyna Święty Magdalena Gorzkowska Anna Jesień Iga Baumgart (el.) | 4 × 400 m   | 3:31,50    | 8 q        | —        | —        | 3:30,17  | 8     |

#### Konkurencje techniczne
| Zawodniczka         | Konkurencja    | Kwalifikacje | Kwalifikacje | Finał    | Finał | Finał |
| Zawodniczka         | Konkurencja    | Rezultat     | Poz.         | Rezultat | Poz.  |       |
| ------------------- | -------------- | ------------ | ------------ | -------- | ----- | ----- |
| Izabela Mikołajczyk | Skok wzwyż     | 1,83         | 18           | NQ       | NQ    |       |
| Monika Pyrek        | Skok o tyczce  | 4,35         | 13           | NQ       | NQ    |       |
| Teresa Dobija       | Skok w dal     | 6,36         | 14           | NQ       | NQ    |       |
| Anna Jagaciak       | Skok w dal     | 6,16         | 23           | NQ       | NQ    |       |
| Paulina Guba        | Pchnięcie kulą | 17,29        | 8 q          | 17,09    | 10    |       |
| Joanna Wiśniewska   | Rzut dyskiem   | 57,54        | 8 q          | 57,72    | 10    |       |
| Anita Włodarczyk    | Rzut młotem    | 71,38        | 1 Q          | 74,29    | 1     |       |